# Alepia zavortinki
Alepia zavortinki är en tvåvingeart som beskrevs av Wagner 2008. Alepia zavortinki ingår i släktet Alepia och familjen fjärilsmyggor.
Artens utbredningsområde är Puerto Rico. Inga underarter finns listade i Catalogue of Life.